# Selçuk Şahin
Selçuk Şahin (ur. 31 stycznia 1981 w Tunceli) – turecki piłkarz grający na pozycji defensywnego pomocnika.

## Kariera klubowa
Piłkarską karierę Şahin rozpoczął w klubie Hatayspor. W 1999 roku zadebiutował w jego barwach w drugiej lidze tureckiej. W Hataysporze występował do 2001 roku i przez dwa lata wystąpił w 40 spotkaniach, w których strzelił 3 gole. Latem przeszedł do İstanbulsporu, gdzie podobnie jak w Hataysporze był podstawowym zawodnikiem. Zarówno w 2002, jak i 2003 roku zajął z Istanbulsporem 9. pozycję w lidze. Przez dwa sezony zagrał 64 mecze i zdobył 5 bramek.
W lipcu 2003 roku Şahin przeszedł za 1,5 miliona euro do lokalnego rywala Istanbulsporu, Fenerbahçe SK. Z nową drużyną źle zaczął sezon, przegrywając już w 1. kolejce 0:3 u siebie z Istanbulsporem, jednak w kolejnych kolejkach swoją grą przyczynił się do wywalczenia mistrzostwa Turcji. W sezonie 2004/2005 wystąpił w fazie grupowej Ligi Mistrzów, a następnie w Pucharze UEFA. Jednak po przyjściu Mehmeta Aurélio, a następnie Stephena Appiaha stracił miejsce w podstawowym składzie. W 2005 roku obronił z Fener tytuł z 2004, w 2006 został wicemistrzem, a w 2007 roku po raz kolejny mistrzem Turcji oraz zdobył Superpuchar Turcji. W 2009 roku zdobył kolejny superpuchar kraju.
W 2015 roku przeszedł do szwajcarskiego FC Wil, a na początku 2016 roku odszedł do Gençlerbirliği SK. W 2017 przeszedł do Göztepe SK.
| Sezon   | Klub              | Kraj       | Rozgrywki              | Mecze | Bramki |
| ------- | ----------------- | ---------- | ---------------------- | ----- | ------ |
| 1999/00 | Hatayspor         | Turcja     | 2. liga                | 7     | 0      |
| 2000/01 | Hatayspor         | Turcja     | 2. liga                | 33    | 3      |
| 2001/02 | İstanbulspor AŞ   | Turcja     | Süper Lig              | 32    | 2      |
| 2002/03 | İstanbulspor AŞ   | Turcja     | Süper Lig              | 32    | 3      |
| 2003/04 | Fenerbahçe SK     | Turcja     | Süper Lig              | 25    | 0      |
| 2004/05 | Fenerbahçe SK     | Turcja     | Süper Lig              | 17    | 0      |
| 2005/06 | Fenerbahçe SK     | Turcja     | Süper Lig              | 17    | 1      |
| 2006/07 | Fenerbahçe SK     | Turcja     | Süper Lig              | 6     | 1      |
| 2007/08 | Fenerbahçe SK     | Turcja     | Süper Lig              | 22    | 2      |
| 2008/09 | Fenerbahçe SK     | Turcja     | Süper Lig              | 23    | 3      |
| 2009/10 | Fenerbahçe SK     | Turcja     | Süper Lig              | 21    | 1      |
| 2010/11 | Fenerbahçe SK     | Turcja     | Süper Lig              | 18    | 1      |
| 2011/12 | Fenerbahçe SK     | Turcja     | Süper Lig              | 28    | 0      |
| 2012/13 | Fenerbahçe SK     | Turcja     | Süper Lig              | 13    | 1      |
| 2013/14 | Fenerbahçe SK     | Turcja     | Süper Lig              | 17    | 0      |
| 2014/15 | Fenerbahçe SK     | Turcja     | Süper Lig              | 23    | 1      |
| 2015/16 | FC Wil            | Szwajcaria | Swiss Challenge League | 10    | 0      |
| 2015/16 | Gençlerbirliği SK | Turcja     | Süper Lig              | 16    | 2      |
| 2016/17 | Gençlerbirliği SK | Turcja     | Süper Lig              | 28    | 2      |
| 2017/18 | Göztepe SK        | Turcja     | Süper Lig              | 27    | 2      |

## Kariera reprezentacyjna
W reprezentacji Turcji Şahin zadebiutował 19 czerwca 2003 roku w wygranym 2:1 meczu z USA w rozgrywkach Pucharze Konfederacji 2003. Na tym turnieju zajął z Turcją 3. miejsce. Następnie występował m.in. w eliminacjach do Mistrzostw Świata 2006 i Mistrzostw Europy 2008.